# トレビゾンド包囲戦 (1461年)
1461年のトレビゾンド包囲戦（トレビゾンドほういせん）は、メフメト2世率いるオスマン帝国軍がトレビゾンド帝国の首都トレビゾンド（現トルコ共和国トラブゾン）を包囲し、同年8月15日に降伏させた戦闘である。オスマン帝国は陸海軍が独立しつつも連携した大規模で長期間にわたる対トレビゾンド帝国遠征を行い、このトレビゾンド包囲戦がその最終段階にあたった。防衛側の皇帝ダヴィド・メガス・コムネノス率いるトレビゾンド帝国は、オスマン帝国に対抗すべく築いた同盟網を頼り支援を求めたが、彼らにとって十分な援助は得られなかった。
オスマン帝国にとっても、この遠征には様々な困難が付きまとった。まずスィノプの支配者を脅迫して降伏させ、人が住まない山地や荒野を1か月以上にわたり進軍し、その途上で様々な敵と小競り合いを繰り返してようやくトレビゾンドにたどりついた。オスマン軍は要塞化されたトレビゾンドの街を陸上と海上両方から封鎖し、最終的にダヴィドを降伏させた。ダヴィドは小さなトレビゾンド帝国を手放す代わりにオスマン帝国内のどこででも暮らすことを認められ、家族や家臣たちと共に暮らしたが、2年後に謀反の疑いをかけられ処刑された。他のトレビゾンド住民は、オスマン帝国によって三つのグループに分けられた。一つ目のグループはトレビゾンドからコンスタンティノープルへ強制移住させられた。二つ目のグループは奴隷にされ、メフメト2世やその重臣たちのものになった。三つ目のグループはトレビゾンド郊外へ移住させられ、城壁内への帰還を禁じられた。また約800人の男児が、イスラームに改宗したうえでイェニチェリに取り立てられた。
1453年にビザンツ帝国が滅亡し、その皇族パレオロゴス家が治めていたモレアス専制公領も1460年にオスマン帝国に滅ぼされ、専制公の一家はイタリアへ逃れていた。この時点で最後に残るビザンツ文明の砦となっていたトレビゾンド帝国も、1461年のトレビゾンド陥落をもって滅亡した。イギリスの歴史家スティーヴン・ランシマンはこれを「自由なギリシア世界の終焉」と表現しつつも、まだオスマン帝国の支配から逃げおおせたギリシア人は残っていた点にも留意している。すなわち「外来のキリスト教を信ずる外国人」に支配されるギリシア人はいたし、「ペロポネソス半島南東部にあるマニの野生的な村々だけが、トルコ人も侵入を許さなかった険しい山々に囲まれ、自由の面影を残していた」。

## 背景
メフメト2世がトレビゾンド遠征を決断した真意がどこにあったのかは、史料によって説明が異なっている。20世紀の歴史家ウィリアム・ミラーは、包囲戦と同時代の歴史家ミカエル・クリトヴォロスの解釈をとり、トレビゾンド皇帝ダヴィドが「貢納を出し渋り、（白羊朝の）ハサンやグルジア宮廷と婚姻関係を結んだことが、スルタン（メフメト2世）の帝国への遠征を招いた」と説明している。 一方トルコの歴史家ハリル・イナルジュクは、15世紀オスマン帝国の歴史家イブン・ケマルの説明を引いて、以下のように述べている。
ギリシア人は、黒海や地中海沿岸の、自然の障壁に周りを囲まれ守られた住みよい地域に居を構えるのが常であった。そうした地域の人々はそれぞれ、テクヴルという一種の独立君主に支配され、彼に税と軍役を納めていた。スルタン・メフメトはすでにこうしたテクヴルをいくらか打ち破り追い出していて、残りにもそうしたいと考えていた。目標は、こうした人々からすべての主権を奪い去ることであった。それゆえまず彼はコンスタンティノープルのテクヴル（ビザンツ皇帝）を滅ぼした。その後彼は、エネズ、モレア、アマスリアのテクヴルを倒し、彼らの領土を帝国に併合した。そしてついに、スルタンの関心がトレビゾンドのテクヴルへとむけられたのである。
1450年代までには、オスマン帝国は1204年の第4回十字軍によるコンスタンティノープル攻略以前のビザンツ帝国が領していた領域のほとんどを領有ないし影響下に置いていた。1453年にみずからコンスタンティノープルを征服してビザンツ帝国を滅ぼした後のメフメト2世は、その後も数々の遠征を行った。その大半は、ビザンツ帝国の断片化した残骸でまだ支配下に置けていない領域を回収するためのものであった。1456年冬にはジェノヴァ系貴族ガッティルジオ家が治めていたトラキアの都市エノスを電撃的に攻撃し、降伏させた。また最後のビザンツ皇帝コンスタンティノス11世パレオロゴスの弟系のパレオロゴス家が治めていたモレアス専制公国については、しばらくは貢納と引き換えに存続を許していたものの、これも1460年5月29日に最後のモレア半島の要塞ミストラスを攻略して滅ぼした。ジェノヴァ共和国が領していたアマスリアもほぼ同時期に征服された。ごく一部のエーゲ海の島々にラテン人領主が残っていたことを除けば、トレビゾンド帝国は旧ビザンツ領の中でメフメト2世の直接統治を受けない最後の地となっていた。
1452年2月、コンスタンティノープルのビザンツ皇帝コンスタンティノス11世が自身の皇后選びのため、トレビゾンドに外交官ゲオルギオス・スフランツェスを派遣した。出迎えたトレビゾンド皇帝ヨハネス4世メガス・コムネノスは、オスマン帝国スルタンのムラト2世が死に、幼いメフメト2世が跡を継いだことで、もはやオスマン帝国も先は短いだろうと祝いの言葉をかけた。しかしスフランツェスは、このトレビゾンド皇帝の楽観論に困惑し、メフメト2世が幼さや親睦の念を示しているのはすべて策略であり、彼はかつての父ムラト2世以上にビザンツ・トレビゾンド両帝国の脅威となるだろうと答えた。

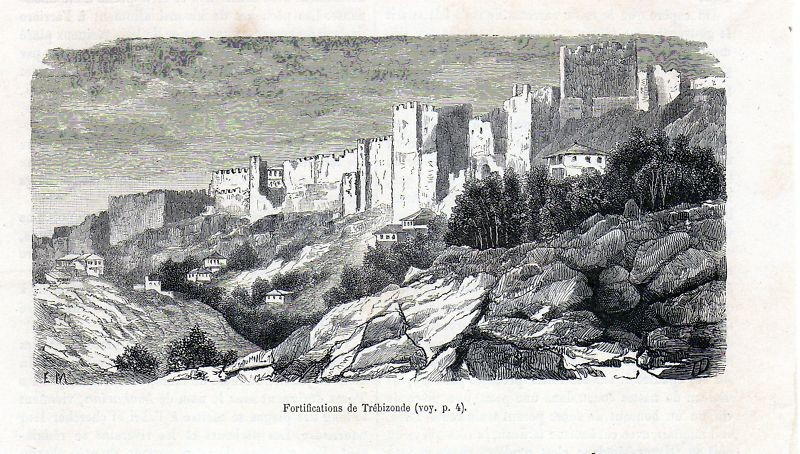
トレビゾンドの城壁

トレビゾンドの街は、非常に堅固な防衛態勢が整えられていた。陸上のすべての方面は堅牢な城壁で囲まれ、東と西の城壁はそれぞれに並行して走る峡谷が守りを固めていた。ただし、マイダン（市場）やジェノヴァ人地区・ヴェネツィア人地区など一部は城壁の外にあった。この城壁は、たびたび外敵の侵略を跳ね返してきた。1223年の包囲戦ではルーム・セルジューク朝の侵攻に耐え、そこから15世紀半ばまでに城壁がさらに高く増築された。ヨハネス4世の時代にもサファヴィー教団のシャイフ・ジュナイドがトレビゾンドを奇襲したが、ヨハネス4世はわずかな手勢で街を守り切った。
しかし情勢に対応するべく、ヨハネス4世は同盟先を探すことにした。イギリスのビザンツ学者ドナルド・ニコルによれば、主な同盟候補はスィノプのジャンダル侯国や南方のカラマン侯国、あるいは東方のキリスト教国グルジア王国などが挙げられる。ヨハネス4世の弟で帝位を継いだダヴィド・メガス・コムネノスは、1460年にMichael Aligheriを西欧に派遣し、同盟国を募った。ルドヴィーコ・ダ・ボローニャもその任に就いたという説があるが、疑問視されている。トレビゾンド帝国にとって最も頼れる見方は、白羊朝のスルタンであるウズン・ハサンであった。トレビゾンド帝室の皇女の孫にあたるウズン・ハサンは、ライバルの黒羊朝を破り、トゥルクマーン諸部族の中でも最強の地位を築いた。ヨハネス4世の美しい娘テオドラ・コムネナ（デスピナ・ハトゥン）の噂を聞いたウズン・ハサンは、彼女を妻にするのと引き換えに、彼女の故郷トレビゾンドを己の力で守ることを誓った。
1456年、フズル・パシャ率いるオスマン軍がトレビゾンドを襲った。ラオニコス・ハルココンディリスによると、フズル・パシャの軍勢はトレビゾンド郊外を荒らし、マイダンにも侵入して2000人を捕虜にした。トレビゾンドの街も疫病の流行により陥落寸前に追い込まれ、講和を結んだ。ヨハネス4世は毎年金片2000個を貢納し、引き換えにフズル・パシャは捕虜を解放した。ヨハネス4世は講和条約を批准するべく、弟のダヴィドをコンスタンティノープルに派遣した。メフメト2世は貢納金を3000個に釣り上げたうえで1458年に批准を成立させた。
この貢納額はトレビゾンド帝国にとってあまりにも重かったようで、ヨハネス4世やダヴィドはオスマン帝国よりも縁戚のウズン・ハサンを頼る道を模索するようになった。ウズン・ハサンは彼らの申し出に応じ、オスマン帝国に使節を派遣した。ところがこの白羊朝の使節は、メフメト2世にトレビゾンド帝国からの貢納金を白羊朝に転送するよう求めるだけでなく、メフメト2世の祖父メフメト1世が白羊朝に送っていたとされる貢納を再開するよう要求した。これに対してメフメト2世は不快感を示したとされているが、具体的な反応については、異なる2通りの史料が残っている。一つによれば、メフメト2世は使節に「彼らが彼に何を期待すべきかを知るのに、そう時間はかからないであろう。」と語ったという。もう一方によれば、メフメト2世は「安心して帰るがよい。来年、朕はそれらを持っていき、借金を清算するであろう。」と述べたとされている。

## メフメト2世の遠征

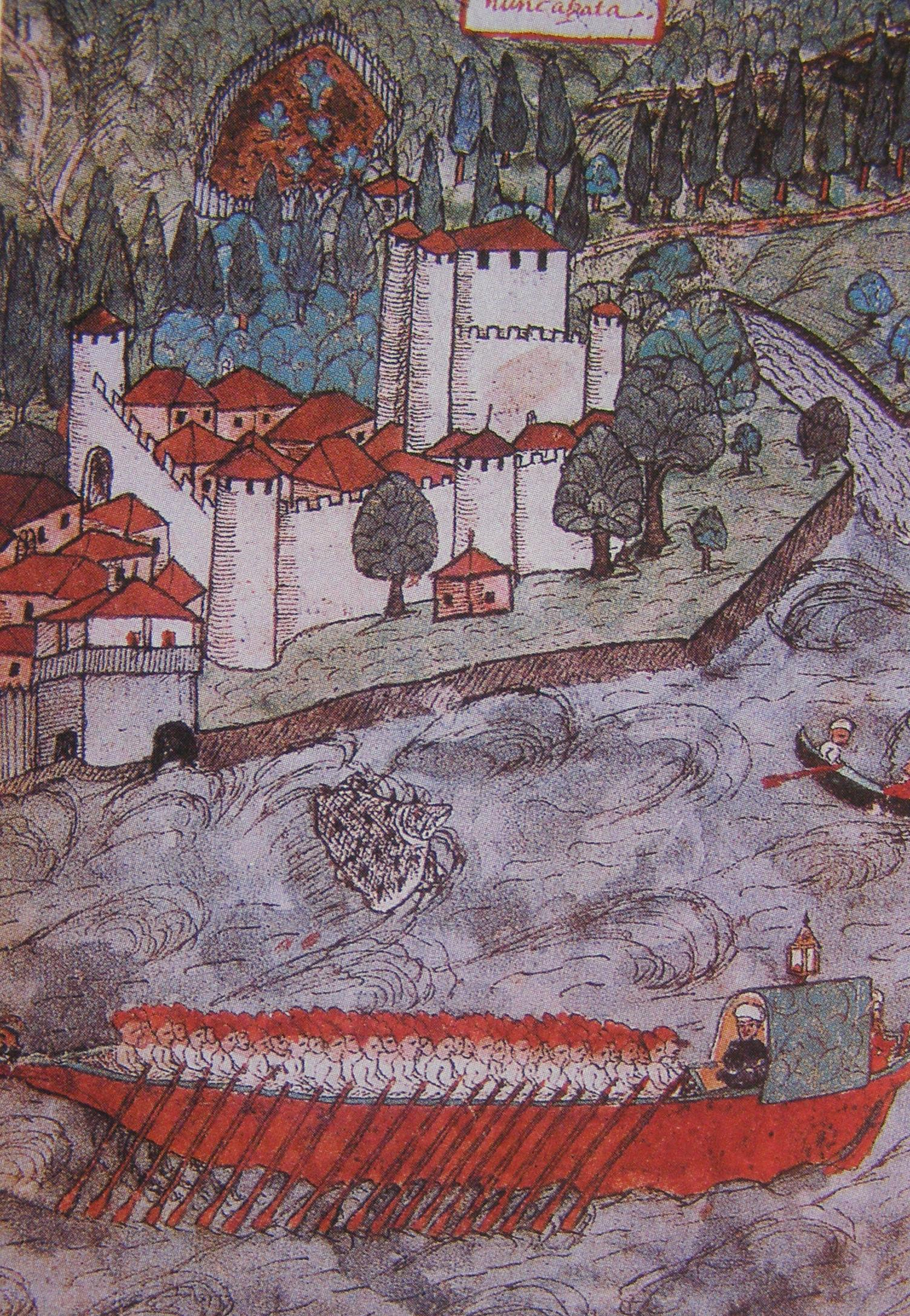
オスマン帝国のガレー船（17世紀ごろ）

1461年春、メフメト2世はガレー船200隻と大型軍艦10隻からなる艦隊を出撃させた。同時にメフメト2世自身もヨーロッパ大陸から軍勢を率いてダーダネルス海峡を渡ってプルサに上陸し、さらにアジア側の軍勢も招集した。その総勢は歩兵8万人、騎兵6万騎にのぼったとも推定されている。同時代の歴史家ドゥーカスによれば、メフメト2世が遠征準備を命じているという報は、ドナウ川河口域のリュコストミオン、クリミア半島のカッファ、トレビゾンドやスィノプ、エーゲ海のヒオス島、レスボス島、ロドス島といったまだオスマン帝国の支配下にはいっていない周辺諸勢力を駆け巡り、いずれもメフメト2世がどこへの遠征を企図しているのかと不安がった。 メフメト2世自身、この遠征目標を意図的に隠していたようである。近しい者に軍勢がどこへ向かうのかと尋ねられたメフメト2世は、顔をしかめて「もし我が髭の一本でも我が秘密を知っていたとしたら、朕はそれを引き抜いて火に投じるであろう。」と言ったと伝えられている。

### スィノプ降伏
メフメト2世は軍勢を率いてまずアンカラに入り、父祖の墓を訪れた。事前にメフメト2世はスィノプのジャンダル侯国の支配者ケマーレッディン・イスマーイル・ベイに、その子ハサンをアンカラへ送るよう書き送っていた。メフメト2世がアンカラに着いた時、若きハサンはすでに到着しており、宗主メフメト2世を丁重に迎えた。ドゥーカスによれば、メフメト2世はハサンに単刀直入に己の目的を告げた。「朕はスィノプを欲しており、もし街を手放しで明け渡すなら、朕は喜んでフィリッポポリスの土地を与えるであろうと父に伝えよ。しかしもし彼が拒んだならば、すぐさま朕が赴くことになる。」。スィノプは堅固な防衛設備に400門の大砲と2,000人の砲兵を擁する要塞都市であったが、イスマーイル・ベイは抵抗を諦めて要求に屈し、スィノプを明け渡してトラキアに去った。彼はそこでイスラーム儀礼の本を著すなどしながら余生を送り、1479年に没した。
スィノプには、メフメト2世が手に入れたがる様々な価値があった。ここは黒海沿岸の優れた港湾都市であり、また最終目標であるトレビゾンドへと領土を広げるための障害でもあった。さらにクリトブロスによれば、ウズン・ハサンがスィノプを手に入れようと様々な手段や陰謀をまわしていたこともあり、それを知ったメフメト2世が先んじてスィノプを制圧したのだという。

### アナトリア進軍
メフメト2世は海軍の提督カスム・パシャをスィノプに残して後始末を任せ、みずからは陸軍を率いて東進を続けた。この遠征は、オスマン軍にとって苦難に満ちたものであった。遠征にイェニチェリとして従軍し、後に回顧録を書いたコンスタンティン・ミハイロヴィチは、スィノプとトレビゾンドの間には目ぼしいランドマークが無かったとしながら、その旅程を鮮明に描写している。
そして我らは大軍勢で、多大な労力を払ってトレビゾンドへ進軍した――軍勢のみならず、皇帝（メフメト2世）もである。（多大な労力とは）第一に距離ゆえ、第二に人々の妨害ゆえ、第三に空腹ゆえ、第四に高く大きな山脈ゆえ、そしてさらには、湿った沼がちの地形ゆえにである。そしてさらには、雨が毎日降り続け、道がどこもかしこも馬の腹の高さまでかき混ぜられていた。
オスマン軍が辿った具体的な道筋は分かっていない。クリトブロスはメフメト2世がタウルス山脈を越えたと主張し、それゆえ彼は歴史上ここを越えたたった4人の司令官の中の一人となった（残りはアレクサンドロス大王、ポンペイウス、ティムール）としている。ただクリトブロスの著作を翻訳したチャールズ・リッグスは、クリトブロスが小アジアのすべての山脈はタウルスの一部であると認識していたという点を指摘している。ドゥーカスは、メフメト2世が軍勢を率いてアルメニアを通過し、グルジアのファシス川を渡り、コーカサス山脈を越えてからトレビゾンドに至ったと主張している。地図上でみると、ファシス川やコーカサス山脈はトレビゾンドのはるか東方にあり、メフメト2世がわざわざ遠回りをしたとは考えにくいように見える。ただミハイロヴィチは回顧録の中で、軍勢がグルジアに侵入したと記録している。
進軍開始から18日後、ある一般兵が大宰相マフムト・パシャ・アンジェロヴィチの暗殺未遂を起こす事件が起きた。これについては、クリトブロスとコンスタンティン・ミハイロヴィチがそれぞれ異なる記録を残している。クリトブロスによれば、暗殺計画の黒幕は誰にも分からず、犯人は裁きにかけられる前に「軍によって無慈悲にばらばらに切り刻まれた」。一方ミハイロヴィチによると、黒幕はウズン・ハサンであり、犯人は拷問の末に1週間後に処刑されたという。ミハイロヴィチは拷問の様子も詳しく書き残しているほか、その死体が「道端に捨て置かれ、犬か狼に喰われた」とも述べている。なお両者に共通する記述として、襲われた大宰相マフムト・パシャは軽傷を負うにとどまった。なおクリトブロスによれば、メフメト2世が自身の侍医であるヤクプという者をマフムト・パシャのもとに送り、治療にあたらせたという。
その後もオスマン軍は17日間進み続けた。スィヴァスを過ぎて白羊朝領に侵入したメフメト2世は、アマストリスとセバステアの総督であるサラブダル・ハサン・ベイの部隊を先駆けさせ、国境地帯の要塞を奪取させ、周辺地域を灰燼に帰さしめた。進軍を続けるメフメト2世のもとに、ウズン・ハサンの母サラ・ハトゥンが和睦交渉のためやってきた。メフメト2世はウズン・ハサンと和平を結ぶことに同意したが、その枠組みの中にトレビゾンドを含めることは拒んだ。

### カスム・パシャによる前哨戦
その頃、スィノプでの政務処理を片付けたカスム・パシャは、ヤクプという名の熟練船乗りの力を借りて、再び海軍を率いて黒海を東へ進み、トレビゾンドに到着した。ハルココンディリスによれば、船員たちは上陸してトレビゾンド郊外で放火し、市内へ突入する隙をうかがった。しかしドゥーカスによれば、彼らが毎日強襲を仕掛けたにもかかわらず、城壁を突破する試みは一向に進展しなかった。カスム・パシャら海軍部隊がトレビゾンドの城壁を包囲し始めてから32日後、大宰相マフムト・パシャ率いる陸軍の先鋒がジガナ峠を越えてきてトレビゾンドに到着し、市街南東のスキュロリムネに布陣した。

## 降伏交渉

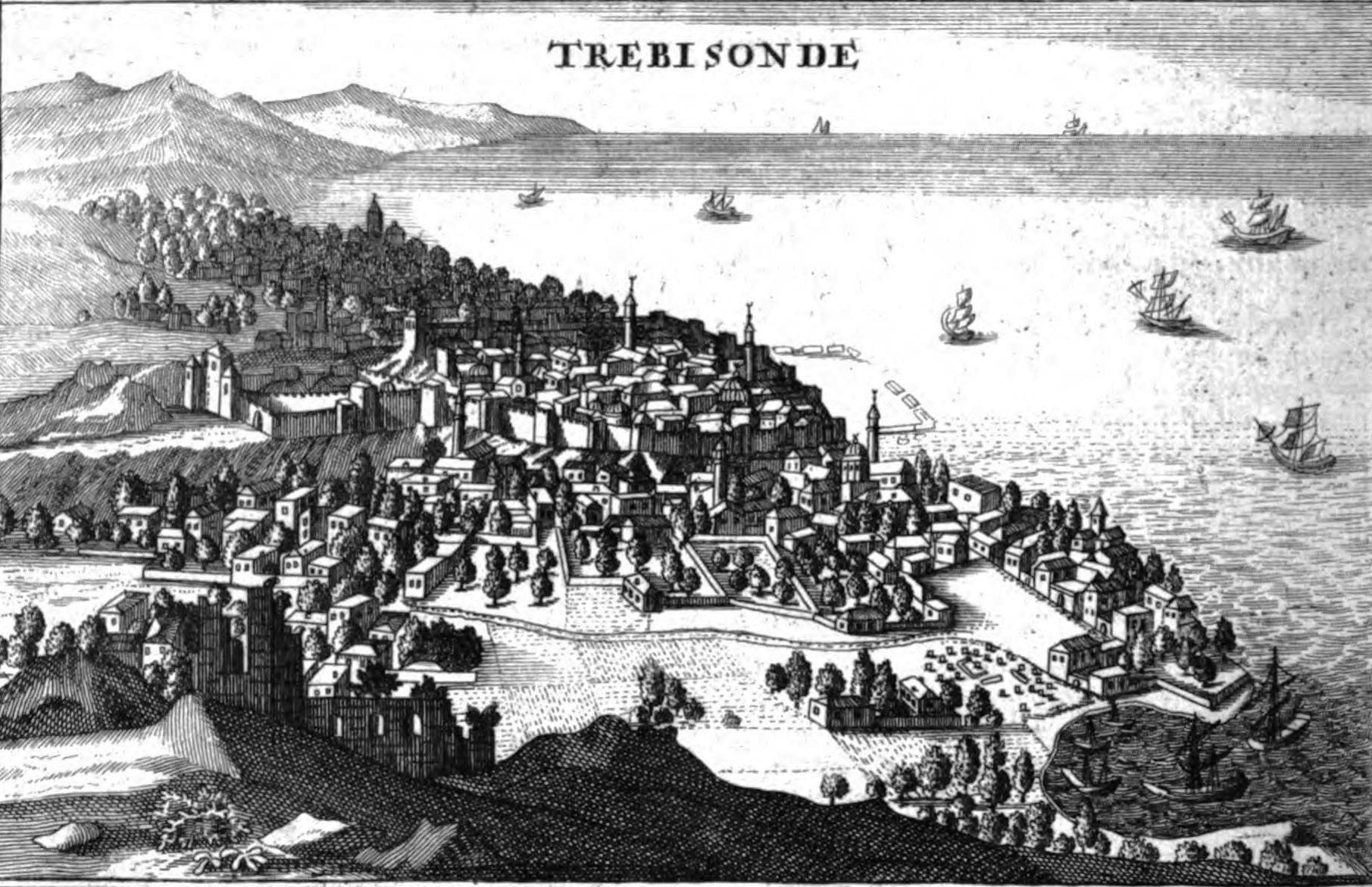
黒海にのぞむトレビゾンド

オスマン帝国は、1453年にコンスタンティノープルのコンスタンティノス11世に対したときと同様に、トレビゾンドのダヴィドにも攻撃が始まる前に降伏する機会を与えた。もしダヴィドがトレビゾンドを明け渡すなら、彼のみならずその臣下たちも命や財産を守ることができ、さらにダヴィドには今の収入と同額を得られる領地があてがわれることになる。さもなくば、戦いになったところでトレビゾンドの陥落は免れず、ダヴィドは命も財産も奪われ、生存者は占領都市住民としての悲惨な末路を辿ることになる、というのがオスマン帝国が突き付けた選択肢であった。この降伏要求がどのようにダヴィドへ届けられたのかについては、一次史料の間でも説が分かれている。ドゥーカスは、スルタンが「皇帝に最後通牒を届けた」と書いているが、これは単に一般的な表現を使っているだけで、メフメト2世が個人的に提案したわけではないという意図くらいしかないと考えられている。ドゥーカスは、降伏交渉の詳細について記録を残していない。ハルココンディリスとクリトブロスによれば、メフメト2世より1日早くトレビゾンドに来た大宰相マフムト・パシャが降伏交渉を始めたという。またハルココンディリスによると、マフムト・パシャの甥で当時トレビゾンドのプロトヴェスティアリオスを務めていたゲオルギオス・アミルツェスが、ダヴィドとマフムト・パシャの交渉を仲介したという。ただクリトブロスはアミルツェスの行動について言及しておらず、代わりにマフムト・パシャがカタボレノスの子トマスという者を使者として派遣し、ダヴィドに選択を迫ったとしている。
ダヴィドが抱えていた葛藤についても、現代の歴史家はハルココンディリスの記述が比較的事実に近いと考えている。トレビゾンドの城壁は、相当に巨大で精巧に造られており、ダヴィドには籠城していれば同盟者のウズン・ハサンやグルジア王が助けに来てくれるのではないかという目算があった。しかし側近のアミルツェスは、おそらく叔父マフムト・パシャの差し金で、ダヴィドに降伏こそ賢明な判断であり、コンスタンティノス11世がメフメトの提案を蹴ったがゆえにコンスタンティノープルがどのような憂き目にあったか思い出すべきだと説得した。さらにアミルツェスは、その四半期の間は援軍を送れないという白羊朝のサラ・ハトゥンからの書簡をダヴィドに見せたともされている。
最終的にダヴィドは降伏することに決め、メフメト2世の慈悲に期待してトレビゾンドを明け渡すことにした。その過程についても、一次史料の間で差異が見られる。ハルココンディリスによれば、ダヴィドはマフムト・パシャに、同等の領地を都合してくれてメフメト2世が自分の娘を妻に迎えてくれるなら降伏すると伝えたという。20世紀の歴史家ウィリアム・ミラーは、この2つ目の条件を「（ビザンツ）皇帝外交の常套手段」と呼んでいる。翌日メフメト2世がトレビゾンドに到着し、マフムト・パシャから交渉状況の報告を受けた。ダヴィドの妻エイレーネー・カンタクゼネが事前にグルジアへ逃げ延びていたと知って怒ったメフメト2世は、強襲をかけて全トレビゾンド住民を奴隷にせよと言い出した。しかしマフムト・パシャになだめられ、最終的にはメフメト2世も彼の和平案を受け入れることにした。
一方クリトブロスが後にメフメト2世に献呈した歴史書では、それぞれの人物の大きく異なる動きが詳しく述べられている。メフメト2世が到着した日、カタボレノスの子トマスがトレビゾンドの市門の前に立ち、前日と同じ降伏条件を繰り返し伝えた。トレビゾンド住民は「数々の素晴らしい貢物」を準備し、市内で「最高の男たち」を選び、「スルタンに屈従し、誓いを交わし、街と己ら自身をスルタンに明け渡した」。この後、ダヴィドも息子たちや臣下を連れてトレビゾンドから出てきて、メフメト2世に忠誠を誓った。メフメト2世は「彼を穏やかかつ快く受け入れ、その手を握り、彼にふさわしい敬意を払い」、「彼やその子たち、随員たちにも数多くの様々な贈物を授けた」。
1461年8月15日、メフメト2世はトレビゾンドに入城した。これをもって、ロマイオイと呼ばれたギリシア人国家群の最後の首都が落ちたことになる。20世紀の歴史家スティーヴン・ランシマンやフランツ・バービンガーは、この日がミカエル8世パレオロゴスによるラテン帝国からのコンスタンティノープル奪回200周年に当たると指摘している。ミラーによれば、メフメト2世が街や防備、住民をくまなく視察して回った。その後、クリトブロスによれば「彼（メフメト2世）は城塞や宮殿に上り、前者の堅牢さに、また後者の壮麗さに感嘆し、すべての通りに特筆すべき価値があるといった」。メフメト2世は街の中心にあったパナギア・クリュソケファロス大聖堂をファーティフ・モスクに改装した。また彼は市に入ってから最初の礼拝を聖エウゲニオス教会で行い、それを記念してその建物をイェニ・ジュマ（「新金曜日」の意）と改称させた。
ミラーはトレビゾンドの降伏に関する2つの民間伝承を収集して記録している。一つ目によれば、トレビゾンド側は夜明け前に援軍が到着してスルタンを追い返すという期待のもとに、夜明け時に開城するとトルコ人（オスマン側）に約束した。ところがその日に限って、雄鶏が夜中のひと時に鳴いてしまったので、トルコ人はその機会をとらえて直ちに開城させたのだという。もう一つの話によると、ある黒衣の少女が城壁の塔に籠っていたが、トレビゾンド帝国の命運が尽きた時にその高みから身を投げたのだという。それゆえこの塔は「黒き少女の宮殿」（Kara kızın sarayı）と呼ばれるようになったのだという。

## その後

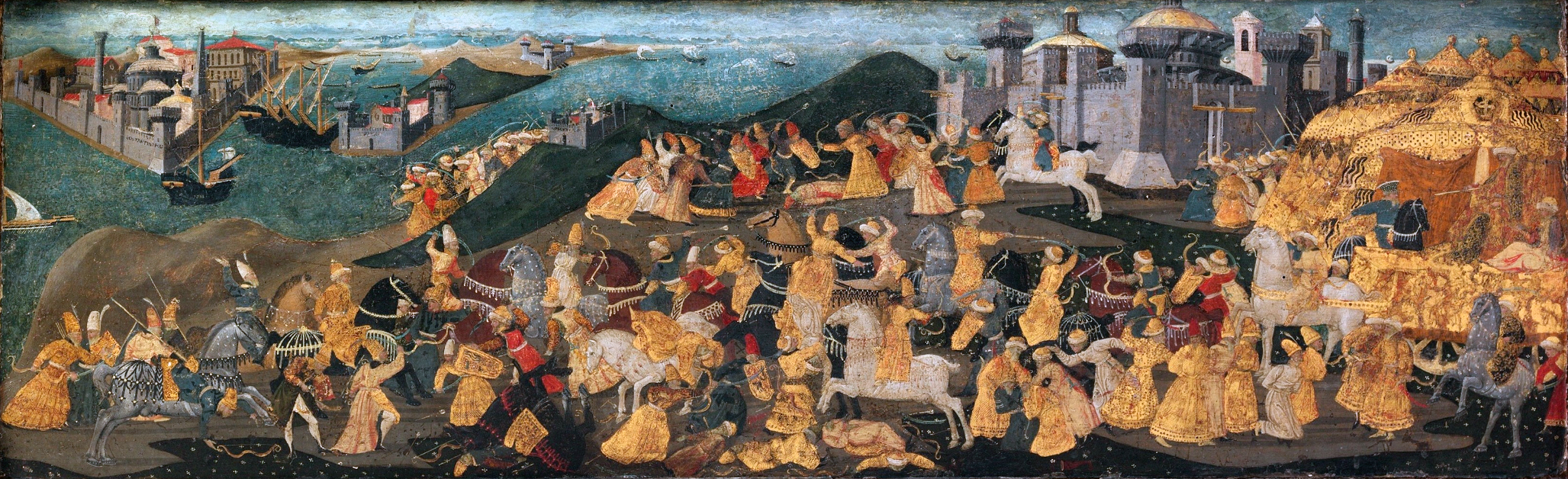
カッソーネに描かれた『トレビゾンドの征服』（アポローニオ・ディ・ジョヴァンニ・ディ・トンマーゾ画、メトロポリタン美術館蔵）。トレビゾンドがオスマン帝国軍の前に開城した直後を題材としている。

トレビゾンドを手中に収めたメフメト2世は、かつてのトレビゾンド皇帝の宮殿にイェニチェリ（クリトブロスによれば400人）を駐留させた。元皇帝ダヴィドは、家族や親族、高官やその家族ら、またそれらすべての財産とともにスルタンの三段櫂船に載せられコンスタンティノープルに送られた。当初ダヴィドはそこで保護されていたものの、1463年に謀反の疑いをかけられ、3人の息子とともに処刑され、娘は大宰相ザガン・パシャの妻にされた。トレビゾンドに残された住民は、偽ハルココンディリスによれば3つのグループに分けられた。一つはコンスタンティノープルへ強制移住させられ、二つ目は奴隷とされ、三つめはトレビゾンド市内から追い出されて郊外で暮らすことになった。クリトブロスは「一部の特に街で影響力があった者たち」だけがコンスタンティノープルへ移住させられたとしており、そのほかの住民が辿った運命には言及していない。またメフメト2世は、数百人以上の子どもをみずからの奴隷とした。クリトブロスによれば、男女問わず1500人の子どもがメフメト2世の奴隷にされたという。一方偽ハルココンディリスは、男子のみ800人が奴隷とされ、そのうえでイスラームに改宗したうえでオスマン軍の精鋭部隊であるイェニチェリに加えられたとしている。
ハルココンディリスによれば、メフメト2世はカスム・パシャをトレビゾンドの総督に任じ、フズル・パシャを周辺村落やカバシテス族の拠点メソカルディアへまわらせてオスマン帝国への服属を誓わせた。ハルココンディリスはこれら周辺コミュニティがすみやかにオスマン帝国の支配を受け入れたとしているが、アンソニー・ブライアーによれば一部集団が新しいムスリム支配者に対し10年ほど抵抗を続けた。メフメトは陸路でコンスタンティノープルへ帰還した。クリトブロスは、メフメト2世の往路の遠征については事細かに書き記していた割に、復路についてはメフメト2世がサラ・ハトゥンに「多くの贈物と敬意を与えて」ウズン・ハサンのもとへ送り返したという事項しか記録していない。ハルココンディリスは復路の旅路を「著しく人を拒む土地で、極めて通行が困難な」道であったとしている。
カトリック圏ではローマ教皇ピウス2世がトレビゾンドの救援を呼びかけたが、彼が死去する1464年まで、オスマン帝国に対する十字軍を実行に移すキリスト教国は現れなかった。